# RainSong
RainSong est un fabricant et une marque de guitares électro-acoustiques basée à Woodinville depuis 2001. Le projet initial a vu le jour sur l'île de Maui, à Hawaii, à l'initiative de John Decker et avec l'aide du luthier Lorenzo Pimentel. Les guitares Rainsong possèdent un corps en graphite. La production s'articule autour de modèles six et douze cordes.